# Persone di nome Erich
| Questa pagina contiene informazioni ricavate automaticamente dalle voci biografiche con l'ausilio del template Bio e di un bot. L'aggiornamento è periodico e automatico e ricostruisce completamente la pagina. Se manca una persona in questa lista, sei pregato di non aggiungerla, ma accertati piuttosto che la sua voce biografica contenga il template Bio e che i dati anagrafici siano correttamente compilati. Se il template Bio manca, inseriscilo tu stesso o, in alternativa, metti l'avviso {{tmp\|Bio}} che ne segnala la mancanza. Se i dati riportati sono sbagliati, correggi direttamente la voce biografica; le modifiche saranno visibili in questa lista entro pochi giorni. Per chiarimenti vedi il progetto antroponimi. La lista contiene solo le 185 persone che sono citate nell'enciclopedia e per le quali è stato implementato correttamente il template Bio. Pagina aggiornata al 23 mag 2025. |

Questa è una lista di persone presenti nell'enciclopedia che hanno il nome Erich, suddivise per attività principale.

## Agronomi(2)
- Erich von Tschermak, agronomo austriaco (Vienna, n. 1871 - Vienna, † 1962)
- Erich von der Heyde, agronomo tedesco (Hong Kong, n. 1900 - † 1984)

## Allenatori di calcio(1)
- Erich Beer, allenatore di calcio e ex calciatore tedesco occidentale (Neustadt bei Coburg, n. 1946)

## Alpinisti(1)
- Erich Abram, alpinista italiano (Vipiteno, n. 1922 - Bolzano, † 2017)

## Ammiragli(4)
- Erich Bey, ammiraglio tedesco (Amburgo, n. 1898 - Mare del Nord, † 1943)
- Erich Gühler, ammiraglio tedesco (Bunzlau, n. 1859 - Hong Kong, † 1911)
- Erich Raeder, ammiraglio tedesco (Wandsbek, n. 1876 - Kiel, † 1960)
- Erich Topp, ammiraglio tedesco (Hannover, n. 1914 - Süßen, † 2005)

## Anarchici(1)
- Erich Mühsam, anarchico, poeta e attivista tedesco (Berlino, n. 1878 - Oranienburg, † 1934)

## Anatomisti(1)
- Erich Kallius, anatomista tedesco (Berlino, n. 1867 - Heidelberg, † 1935)

## Arbitri di calcio(1)
- Erich Linemayr, arbitro di calcio austriaco (Linz, n. 1933 - † 2016)

## Archeologi(2)
- Erich Boehringer, archeologo e numismatico tedesco (Amburgo, n. 1897 - Amburgo, † 1971)
- Erich Schmidt, archeologo tedesco (Baden-Baden, n. 1897 - Santa Barbara, † 1964)

## Architetti(1)
- Erich Mendelsohn, architetto tedesco (Allenstein, n. 1887 - San Francisco, † 1953)

## Artisti(1)
- Arik Brauer, artista austriaco (Vienna, n. 1929 - Vienna, † 2021)

## Astronomi(1)
- Erich Meyer, astronomo austriaco (n. 1951)

## Attori(6)
- Erich Anderson, attore statunitense (Sagamihara, n. 1956 - Los Angeles, † 2024)
- Erich Bergen, attore, cantante e conduttore televisivo statunitense (New York, n. 1985)
- Erich Dunskus, attore tedesco (Dobrovol'sk, n. 1890 - Hagen, † 1967)
- Erich Nikowitz, attore austriaco (n. 1906 - † 1976)
- Erich Ponto, attore e regista tedesco (Lubecca, n. 1884 - Stoccarda, † 1957)
- Erich von Stroheim, attore, regista e sceneggiatore austriaco (Vienna, n. 1885 - Maurepas, † 1957)

## Aviatori(5)
- Erich Hartmann, aviatore tedesco (Weissach, n. 1922 - Weil im Schönbuch, † 1993)
- Erich Löwenhardt, aviatore tedesco (Breslavia, n. 1897 - † 1918)
- Erich Rudorffer, aviatore tedesco (Zwochau, n. 1917 - Bad Schwartau, † 2016)
- Erich Schmidt, aviatore tedesco (Neuhaus am Rennweg, n. 1914 - † 1941)
- Erich Warsitz, aviatore tedesco (Hattingen, n. 1906 - Lugano, † 1983)

## Baritoni(1)
- Erich Kunz, baritono austriaco (Vienna, n. 1909 - Vienna, † 1995)

## Bizantinisti(1)
- Erich Trapp, bizantinista austriaco (Klosterneuburg, n. 1942)

## Bobbisti(1)
- Erich Schärer, ex bobbista svizzero (Zurigo, n. 1946)

## Botanici(1)
- Erich Oberdorfer, botanico e biologo tedesco (Friburgo in Brisgovia, n. 1905 - Friburgo in Brisgovia, † 2002)

## Calciatori(32)
- Erich Albrecht, calciatore tedesco (Lipsia, n. 1889 - † 1942)
- Erich Berko, calciatore tedesco (Ostfildern, n. 1994)
- Erich Brabec, ex calciatore e allenatore di calcio ceco (České Budějovice, n. 1977)
- Erich Burgener, ex calciatore svizzero (Raron, n. 1951)
- Erich Bäumler, calciatore tedesco (Weiden in der Oberpfalz, n. 1930 - Rüsselsheim am Main, † 2003)
- Erich Bürzle, ex calciatore liechtensteinese (n. 1953)
- Erich Fischer, calciatore tedesco (Pforzheim, n. 1909 - † 1990)
- Erich Franckenfeldt, calciatore svizzero (Ilford, n. 1898 - Zurigo, † 1980)
- Erich Goede, calciatore tedesco (n. 1916 - † 1949)
- Erich Graff-Wang, calciatore norvegese (Oslo, n. 1902 - Oslo, † 1969)
- Erich Haase, calciatore tedesco orientale (Nordhausen, n. 1932 - † 2020)
- Erich Habitzl, calciatore austriaco (Vienna, n. 1923 - Vienna, † 2007)
- Erich Hahn, calciatore tedesco (Monaco di Baviera, n. 1937 - † 2007)
- Erich Hamann, ex calciatore tedesco orientale (Pasewalk, n. 1944)
- Erich Hänel, calciatore tedesco (Chemnitz, n. 1915 - † 2003)
- Erich Hasenkopf, calciatore austriaco (n. 1935 - † 2021)
- Erich Hof, calciatore e allenatore di calcio austriaco (Vienna, n. 1936 - † 1995)
- Erich Juskowiak, calciatore tedesco (Oberhausen, n. 1926 - Düsseldorf, † 1983)
- Erich Kauer, calciatore tedesco (n. 1908 - † 1989)
- Erich Leibenguth, calciatore tedesco (Wellesweiler, n. 1917 - † 2005)
- Erich Maas, ex calciatore tedesco (Prüm, n. 1940)
- Erich Massini, calciatore tedesco (n. 1889 - † 1915)
- Erich Meier, calciatore tedesco (n. 1935 - Biedenkopf-Wallau, † 2010)
- Erich Obermayer, ex calciatore e allenatore di calcio austriaco (Vienna, n. 1953)
- Erich Pohl, calciatore tedesco (Rastatt, n. 1894 - † 1948)
- Erich Probst, calciatore austriaco (Vienna, n. 1927 - † 1988)
- Erich Retter, calciatore tedesco (Plüderhausen, n. 1925 - † 2014)
- Erich Ribbeck, ex calciatore e allenatore di calcio tedesco (Wuppertal, n. 1937)
- Erich Schaedler, calciatore scozzese (Biggar, n. 1949 - † 1985)
- Erich Schanko, calciatore tedesco (Dortmund, n. 1919 - Kamen, † 2005)
- Erich Schröder, calciatore tedesco (n. 1898 - † 1975)
- Erich Srbek, calciatore cecoslovacco (Praga, n. 1908 - † 1973)

## Canoisti(1)
- Erich Koschik, canoista tedesco (n. 1913 - † 1985)

## Cestisti(2)
- Erich Altosaar, cestista, pallavolista e calciatore estone (Tallinn, n. 1908 - Kirov, † 1941)
- Erich Tecka, cestista e dirigente sportivo austriaco (Vienna, n. 1948 - † 2020)

## Chimici(1)
- Erich Hückel, chimico e fisico tedesco (Berlino, n. 1896 - Marburgo, † 1980)

## Chirurghi(1)
- Erich Lexer, chirurgo tedesco (Friburgo in Brisgovia, n. 1867 - Berlino, † 1937)

## Ciclisti su strada(5)
- Erich Bautz, ciclista su strada e pistard tedesco (Dortmund, n. 1913 - Dortmund, † 1986)
- Erich Hagen, ciclista su strada tedesco (Lipsia, n. 1936 - Lipsia, † 1978)
- Erich Metze, ciclista su strada e pistard tedesco (Dortmund, n. 1909 - Erfurt, † 1952)
- Erich Mächler, ex ciclista su strada svizzero (Hochdorf, n. 1960)
- Eric Reim, ciclista su strada tedesco (Chemnitz, n. 1900)

## Compositori(2)
- Erich Frost, compositore tedesco (Lipsia, n. 1900 - Lubecca, † 1987)
- Erich Wolfgang Korngold, compositore austriaco (Brno, n. 1897 - Los Angeles, † 1957)

## Compositori di scacchi(1)
- Erich Brunner, compositore di scacchi tedesco (Plauen, n. 1885 - Zurigo, † 1938)

## Danzatori su ghiaccio(1)
- Erich Buck, ex danzatore su ghiaccio tedesco (Ravensburg, n. 1949)

## Dermatologi(1)
- Erich Hoffmann, dermatologo tedesco (Witzmitz, n. 1868 - Bonn, † 1959)

## Diplomatici(1)
- Erich Kaufmann, diplomatico e giurista tedesco (Demmin, n. 1880 - Heidelberg, † 1972)

## Direttori d'orchestra(2)
- Erich Kleiber, direttore d'orchestra e compositore austriaco (Vienna, n. 1890 - Zurigo, † 1956)
- Erich Leinsdorf, direttore d'orchestra austriaco (Vienna, n. 1912 - Zurigo, † 1993)

## Direttori della fotografia(1)
- Erich Nitzschmann, direttore della fotografia tedesco (Danzica, n. 1901 - Potsdam, † 1980)

## Dirigenti sportivi(1)
- Erich Kostner, dirigente sportivo italiano (Corvara in Badia, n. 1921 - Corvara in Badia, † 2018)

## Farmacologi(1)
- Erich Harnack, farmacologo tedesco (Dorpat, n. 1852 - Halle an der Saale, † 1915)

## Filologi(1)
- Erich Auerbach, filologo tedesco (Berlino, n. 1892 - Wallingford, † 1957)

## Filosofi(2)
- Erich Adickes, filosofo tedesco (Lesum, n. 1866 - Tubinga, † 1928)
- Erich Rothacker, filosofo tedesco (Pforzheim, n. 1888 - Bonn, † 1965)

## Fisici(1)
- Erich Zepler, fisico e compositore di scacchi tedesco (Herford, n. 1898 - Southampton, † 1980)

## Fondisti(1)
- Erich Walch, ex fondista italiano (Selva dei Molini, n. 1947)

## Fotografi(2)
- Erich Hartmann, fotografo tedesco (Monaco di Baviera, n. 1922 - New York, † 1999)
- Erich Salomon, fotografo tedesco (Berlino, n. 1886 - Auschwitz, † 1944)

## Fumettisti(1)
- Erich von Gotha, fumettista britannico (Londra, n. 1924)

## Funzionari(1)
- Erich Fuchs, funzionario tedesco (Berlino, n. 1902 - Coblenza, † 1980)

## Generali(14)
- Erich von dem Bach-Zelewski, generale e poliziotto tedesco (Lauenburg, n. 1899 - Monaco di Baviera, † 1972)
- Erich Buschenhagen, generale tedesco (Strasburgo, n. 1895 - Oberstdorf, † 1994)
- Erich von Falkenhayn, generale tedesco (Graudenz, n. 1861 - Potsdam, † 1922)
- Erich Hoepner, generale tedesco (Francoforte sull'Oder, n. 1886 - Berlino, † 1944)
- Erich Ludendorff, generale tedesco (Kruszewnia, n. 1865 - Tutzing, † 1937)
- Erich Lüdke, generale tedesco (Naumburg, n. 1882 - Torgau, † 1946)
- Erich von Manstein, generale tedesco (Berlino, n. 1887 - Icking, † 1973)
- Erich Marcks, generale tedesco (Berlino-Schöneberg, n. 1891 - Hébécrevon, † 1944)
- Erich Naumann, generale tedesco (Meißen, n. 1905 - Landsberg am Lech, † 1951)
- Erich Peter, generale tedesco (Salza, n. 1919 - Bad Saarow, † 1987)
- Erich Petersen, generale tedesco (Heidelberg, n. 1889 - Allmannshausen, † 1963)
- Erich Raschick, generale tedesco (Bad Freienwalde, n. 1882 - Mühlberg/Elbe, † 1946)
- Erich von Tschischwitz, generale tedesco (Kulm, n. 1870 - Berlino, † 1958)
- Erich Paul Weber, generale tedesco (n. 1860 - † 1933)

## Geografi(1)
- Erich Dagobert von Drygalski, geografo, fisico e esploratore tedesco (Königsberg, n. 1865 - Monaco di Baviera, † 1949)

## Ginecologi(1)
- Erich Franz Eugen Bracht, ginecologo e patologo tedesco (Berlino, n. 1882 - † 1969)

## Giornalisti(1)
- Erich Knauf, giornalista e scrittore tedesco (Meerane, n. 1895 - Brandeburgo sull'Havel, † 1944)

## Hockeisti su ghiaccio(3)
- Erich Herker, hockeista su ghiaccio tedesco (Belleben, n. 1905 - Berlino, † 1990)
- Erich Kühnhackl, ex hockeista su ghiaccio tedesco (Citice, n. 1950)
- Erich Römer, hockeista su ghiaccio tedesco (Berlino, n. 1894 - Berlino, † 1987)

## Hockeisti su prato(2)
- Erich Cuntz, hockeista su prato tedesco (n. 1916 - † 1975)
- Erich Zander, hockeista su prato tedesco (Kassel, n. 1905 - Eutin, † 1991)

## Imprenditori(2)
- Erich Hess, imprenditore e politico svizzero (Dürrenroth, n. 1981)
- Erich Schaefer, imprenditore statunitense

## Informatici(1)
- Erich Gamma, informatico svizzero (Zurigo, n. 1961)

## Ingegneri(2)
- Erich Schatzki, ingegnere tedesco (Klafeld, n. 1898 - Palo Alto, † 1991)
- Erich Übelacker, ingegnere tedesco (n. 1899 - † 1977)

## Insegnanti(1)
- Erich Becher, docente, filosofo e psicologo tedesco (Remscheid, n. 1882 - Monaco di Baviera, † 1929)

## Marciatori(1)
- Fritz Schwab, marciatore svizzero (Berlino, n. 1919 - † 2006)

## Matematici(3)
- Erich Bessel-Hagen, matematico tedesco (Charlottenburg, n. 1898 - Bonn, † 1946)
- Erich Kähler, matematico tedesco (Lipsia, n. 1906 - Wedel, † 2000)
- Erich Trefftz, matematico e ingegnere tedesco (Lipsia, n. 1888 - Dresda, † 1937)

## Militari(7)
- Erich Ehrlinger, militare, criminale di guerra e agente segreto tedesco (Giengen an der Brenz, n. 1910 - Karlsruhe, † 2004)
- Erich Göstl, militare austriaco (Vienna, n. 1925 - Sankt Jakob in Defereggen, † 1990)
- Erich Hahn, militare e aviatore tedesco (Lipsia, n. 1891 - Beine, † 1917)
- Erich Kempka, militare tedesco (Oberhausen, n. 1910 - Freiberg am Neckar, † 1975)
- Erich Lachmann, militare tedesco (Legnica, n. 1909 - Wegscheid, † 1972)
- Erich Mußfeldt, militare tedesco (Neubrück, n. 1913 - Cracovia, † 1948)
- Erich Priebke, militare e criminale di guerra tedesco (Hennigsdorf, n. 1913 - Roma, † 2013)

## Nobili(1)
- Erich I di Braunschweig-Grubenhagen, nobile tedesco († 1427)

## Numismatici(1)
- Erich B. Cahn, numismatico tedesco (Francoforte sul Meno, n. 1913 - Berna, † 1993)

## Pallamanisti(1)
- Erich Herrmann, pallamanista tedesco (Berlino, n. 1914 - Amburgo, † 1989)

## Pallanuotisti(2)
- Erich Bohuslav, pallanuotista austriaco (n. 1927 - † 1961)
- Erich Pennekamp, pallanuotista tedesco (Duisburg, n. 1929 - Essen, † 2013)

## Pattinatori artistici su ghiaccio(1)
- Erich Erdös, pattinatore artistico su ghiaccio austriaco

## Pittori(2)
- Erich Correns, pittore tedesco (Colonia, n. 1821 - Monaco di Baviera, † 1877)
- Erich Heckel, pittore e incisore tedesco (Döbeln, n. 1883 - Radolfzell am Bodensee, † 1970)

## Poeti(1)
- Erich Fried, poeta austriaco (Vienna, n. 1921 - Baden-Baden, † 1988)

## Politici(11)
- Erich Honecker, politico tedesco (Neunkirchen, n. 1912 - Santiago del Cile, † 1994)
- Erich Klausener, politico tedesco (Düsseldorf, n. 1885 - Berlino, † 1934)
- Erich Koch, politico tedesco (Elberfeld, n. 1896 - Barczewo, † 1986)
- Erich Köhler, politico tedesco (Erfurt, n. 1892 - Wiesbaden, † 1958)
- Erich Mielke, politico, generale e agente segreto tedesco-orientale (Berlino, n. 1907 - Berlino, † 2000)
- Erich Neumann, politico tedesco (Forst, n. 1892 - Garmisch-Partenkirchen, † 1951)
- Erich Ollenhauer, politico tedesco (Magdeburgo, n. 1901 - Bonn, † 1963)
- Erich Vontobel, politico svizzero (1959)
- Erich Wollenberg, politico, militare e giornalista tedesco (Königsberg, n. 1892 - Monaco di Baviera, † 1973)
- Erich Ziemer, politico tedesco (Berlino, n. 1906 - Aragona, † 1937)
- Erich von Kielmansegg, politico tedesco (Hannover, n. 1847 - Vienna, † 1923)

## Presbiteri(1)
- Erich Zenger, presbitero e teologo tedesco (Dollnstein, n. 1939 - Münster, † 2010)

## Principi(2)
- Erich von Waldburg-Zeil, principe, imprenditore e editore tedesco (Stoccarda, n. 1899 - Aitrach, † 1953)
- Erich von Waldburg-Zeil, principe e imprenditore tedesco (Ravensburg, n. 1962)

## Produttori cinematografici(1)
- Erich Pommer, produttore cinematografico tedesco (Hildesheim, n. 1889 - Los Angeles, † 1966)

## Psicologi(3)
- Erich Fromm, psicologo, psicoanalista e filosofo tedesco (Francoforte sul Meno, n. 1900 - Muralto, † 1980)
- Erich Kirchler, psicologo italiano (Campo Tures, n. 1954)
- Erich Neumann, psicologo e psicoanalista tedesco (Berlino, n. 1905 - Tel Aviv, † 1960)

## Pugili(2)
- Erich Campe, pugile tedesco (Berlino, n. 1912 - † 1977)
- Erich Schöppner, pugile tedesco (Witten, n. 1932 - Dortmund, † 2005)

## Registi(3)
- Erich Engel, regista tedesco (Amburgo, n. 1891 - Berlino, † 1966)
- Erich Kobler, regista, montatore e sceneggiatore tedesco
- Erich Schönfelder, regista, attore e sceneggiatore tedesco (Francoforte sul Meno, n. 1885 - † 1933)

## Rugbisti a 15(1)
- Erich Ludwig, rugbista a 15 tedesco (Francoforte sul Meno, n. 1879 - Francoforte sul Meno, † 1934)

## Scacchisti(2)
- Erich Cohn, scacchista tedesco (Berlino, n. 1884 - Francia, † 1918)
- Erich Eliskases, scacchista austriaco (Innsbruck, n. 1913 - Córdoba, † 1997)

## Sceneggiatori(1)
- Erich Segal, sceneggiatore, scrittore e critico letterario statunitense (Brooklyn, n. 1937 - Londra, † 2010)

## Sciatori alpini(1)
- Erich Sturm, ex sciatore alpino e allenatore di sci alpino austriaco (n. 1941)

## Scrittori(5)
- Erich Ebermayer, scrittore, sceneggiatore e avvocato tedesco (Bamberga, n. 1900 - Terracina, † 1970)
- Erich Loest, scrittore tedesco (Mittweida, n. 1926 - Lipsia, † 2013)
- Erich Maria Remarque, scrittore tedesco (Osnabrück, n. 1898 - Locarno, † 1970)
- Erich Scheurmann, scrittore e pittore tedesco (Amburgo, n. 1878 - Armsfeld, † 1957)
- Erich von Däniken, scrittore svizzero (Zofingen, n. 1935)

## Sindacalisti(1)
- Erich Reschke, sindacalista e politico tedesco (Dortmund, n. 1902 - Dortmund, † 1980)

## Statistici(1)
- Erich Leo Lehmann, statistico statunitense (Strasburgo, n. 1917 - Berkeley, † 2009)

## Storici(1)
- Erich Kulka, storico, scrittore e giornalista israeliano (Vsetín, n. 1911 - Gerusalemme, † 1995)

## Storici dell'arte(1)
- Erich Klossowski, storico dell'arte e pittore tedesco (Ragnit, n. 1875 - Sanary-sur-Mer, † 1949)

## Storici della letteratura(1)
- Erich Schmidt, storico della letteratura tedesco (Jena, n. 1853 - Berlino, † 1913)

## Teologi(1)
- Erich Przywara, teologo e filosofo tedesco (Katowice, n. 1889 - Murnau am Staffelsee, † 1972)

## Tiratori a segno(1)
- Erich Krempel, tiratore a segno tedesco (Suhl, n. 1913 - † 1992)

## Velocisti(1)
- Erich Borchmeyer, velocista tedesco (Münster, n. 1905 - Bielefeld, † 2000)

## Vescovi cattolici(1)
- Erich von Braunschweig-Grubenhagen, vescovo cattolico e militare tedesco (n. 1478 - Fürstenau, † 1532)

## Senza attività specificata(2)
- Erich Buljung, ex tiratore a segno statunitense (n. 1944)
- Erich Linder, austriaco (Leopoli, n. 1924 - Milano, † 1983)